# Ditrema jordani
Ditrema jordani is een straalvinnige vissensoort uit de familie van de brandingbaarzen (Embiotocidae). De wetenschappelijke naam van de soort is voor het eerst geldig gepubliceerd in 1910 door Franz.